# Mikko Koskinen (Eishockeyspieler)
Mikko Koskinen (* 18. Juli 1988 in Vantaa) ist ein ehemaliger finnischer Eishockeytorwart. In der National Hockey League (NHL) war er für die New York Islanders aktiv, die ihn im NHL Entry Draft 2009 an 31. Position ausgewählt hatten, und spielte nach einer längeren Zeit in Europa von 2018 bis 2022 für die Edmonton Oilers. Die Zwischenzeit verbrachte er hauptsächlich beim SKA Sankt Petersburg in der Kontinentalen Hockey-Liga, mit dem er 2015 und 2017 den Gagarin-Pokal gewann. Mit der finnischen Nationalmannschaft nahm er an den Olympischen Winterspielen 2018 teil und gewann jeweils die Silbermedaille bei den Weltmeisterschaften 2014 und 2016.

## Karriere
Mikko Koskinen begann seine Karriere als Eishockeyspieler in der Nachwuchsabteilung der Espoo Blues, für deren U18-Junioren von 2004 bis 2006 in der dritt- bzw. zweithöchsten Spielklasse der entsprechenden Altersstufe aktiv war. Anschließend wechselte der Torwart zu Kiekko-Vantaa aus seiner Heimatstadt, wo er für die U20-Junioren des Vereins in der zweitklassigen Juniorenliga Nuorten I-divisioona zwischen den Pfosten stand und in dieser die beste Fangquote aller Torhüter aufweisen konnte. Daraufhin kehrte er zu den Blues nach Espoo zurück. Dort konnte er ebenfalls bei den U20-Junioren, die in der Nuorten SM-liiga antraten, überzeugen und kam zudem zu seinem Debüt in der SM-liiga für die Profimannschaft von Espoo, die am Saisonende Vizemeister wurde.

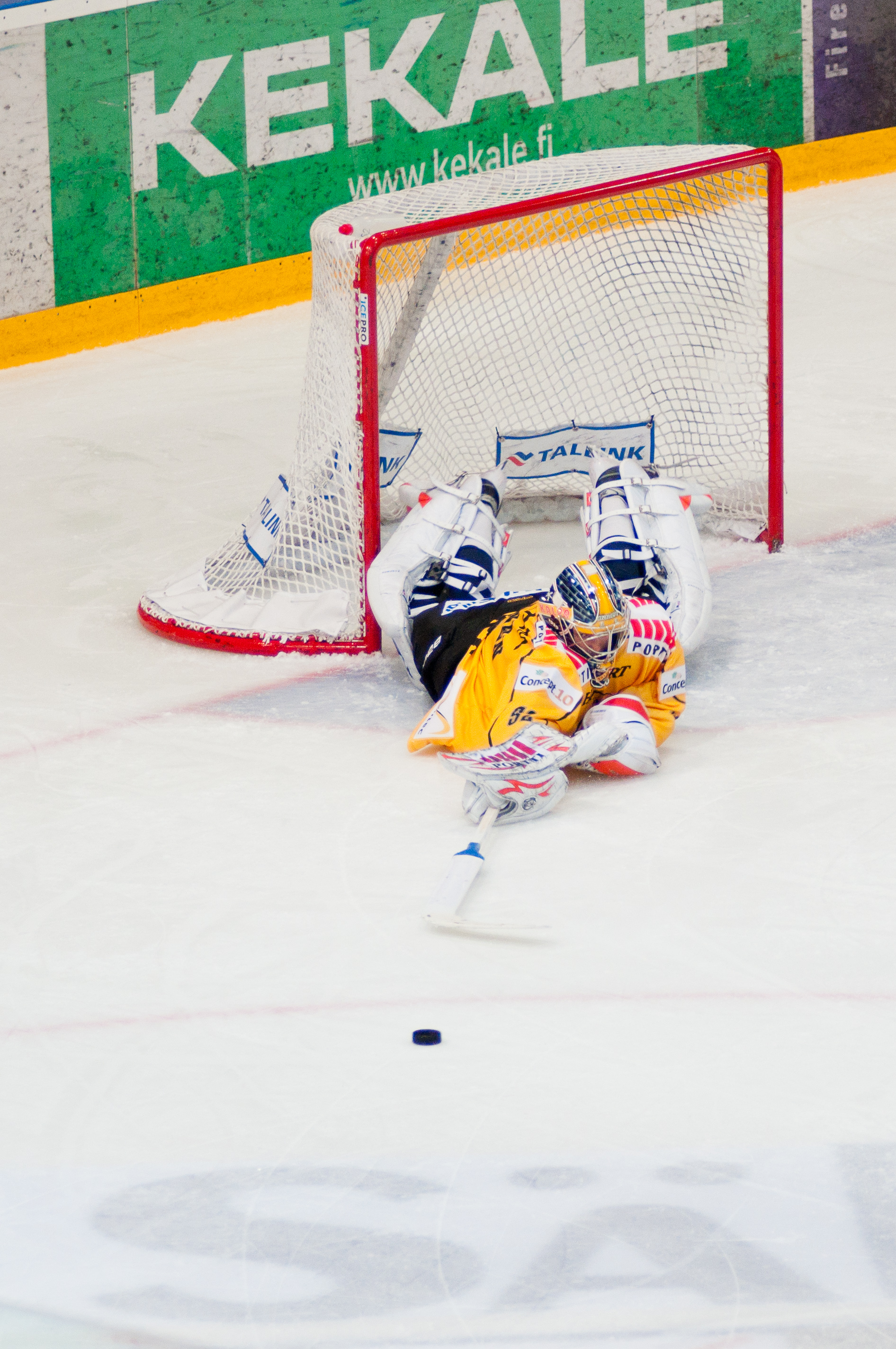
Mikko Koskinen im Trikot von KalPa (Dezember 2011)

In der Saison 2008/09 konnte sich der damals 20-jährige Torwart im Profiteam der Espoo Blues durchsetzen und bestritt als Stammtorwart in der Hauptrunde 33 Spiele, wobei er mit einem Gegentorschnitt von nur 1.91 Toren pro Spiel ein Garant für das Erreichen des zweiten Platzes nach der Hauptrunde war. In den anschließenden Playoffs führte der Finne seine Mannschaft mit einem Gegentorschnitt von 2.59 und einer Fangquote von 91,2 % auf den vierten Platz. Zudem stand er auf europäischer Ebene in einem Spiel für die Blues in der Champions Hockey League auf dem Eis und bestritt weitere neun Juniorenspiele. Mit einem Gegentorschnitt von 1.00 bzw. 1.65 konnte er auch in diesen beiden Wettbewerben überzeugen, sodass die Talentscouts in Nordamerika auf ihn aufmerksam wurden. Schließlich wählten ihn die New York Islanders im NHL Entry Draft 2009 in der zweiten Runde als insgesamt 31. Spieler aus.
Im Sommer 2009 beorderten die New York Islanders den Finnen nach Nordamerika, wo er anschließend für deren Farmteams zum Einsatz kommen sollte. Verletzungsbedingt fiel er jedoch den Großteil seiner ersten Spielzeit in Übersee aus und konnte in der Saison 2009/10 nur insgesamt fünf Einsätze für die Bridgeport Sound Tigers in der American Hockey League und zehn Einsätze für die Utah Grizzlies bestreiten konnte, wobei er jedoch bei beiden Mannschaften zu überzeugen wusste. Zu Beginn der Saison 2010/11 spielte Koskinen regelmäßig für Bridgeport in der AHL, ehe er am 8. Februar 2011 bei der Heimniederlage gegen die Toronto Maple Leafs zu seinem Debüt für die New York Islanders in der National Hockey League kam. Zwei Tage später gelang ihm mit seiner Mannschaft auswärts gegen die Canadiens de Montréal sein erster Sieg als Torwart in der NHL.
Im November 2011 kehrte Koskinen in die SM-liiga zurück, nachdem er die Saison 2011/12 bei den Bridgeport Sound Tigers in der AHL begonnen hatte. Er unterschrieb ein Vertrag für eine Saison bei KalPa Kuopio, der später bis zum Ende der Saison 2012/13 verlängert wurde. Anschließend kehrte er zu seinem Heimatverein zurück, wurde aber im Oktober des gleichen Jahres vom HK Sibir Nowosibirsk aus der Kontinentalen Hockey-Liga abgeworben.
Beim HK Sibir spielte er bis Dezember 2014 und zeigte dabei sehr gute Leistungen, ehe er gegen Alexander Salák vom SKA Sankt Petersburg eingetauscht wurde. Im April 2015 gewann er mit dem SKA den Gagarin-Pokal und konnte diesen Erfolg zwei Jahre später wiederholen.
Im Mai 2018 wechselte Koskinen erneut in die NHL, indem er einen Einjahresvertrag bei den Edmonton Oilers unterzeichnete. Bei seinem zweiten Engagement in der höchsten Liga Nordamerikas gelang es ihm, sich im internen Konkurrenzkampf gegen Cam Talbot durchzusetzen, sodass er im Januar 2019 mit einem neuen Dreijahresvertrag ausgestattet wurde. Dieser soll ihm mit Beginn der Spielzeit 2019/20 ein durchschnittliches Jahresgehalt von 4,5 Millionen US-Dollar einbringen.
Nachdem er diesen erfüllt hatte, kehrte Koskinen im Juni 2022 abermals nach Europa zurück und schloss sich dem HC Lugano aus der Schweizer National League an. Nach der Saison 2023/24 beendete er seine aktive Karriere.

## Erfolge und Auszeichnungen
| - 2007 Beste Fangquote der Nuorten I-divisioona - 2008 Finnischer Vizemeister mit den Espoo Blues - 2014 KHL-Torwart des Monats November | - 2015 KHL-Torwart des Monats April - 2015 Gagarin-Pokal-Gewinn mit dem SKA Sankt Petersburg - 2017 Gagarin-Pokal-Gewinn und Russischer Meister mit dem SKA Sankt Petersburg |

### International
- 2014 Silbermedaille bei der Weltmeisterschaft
- 2016 Silbermedaille bei der Weltmeisterschaft
- 2016 All-Star-Team der Weltmeisterschaft

## Karrierestatistik

### International
Vertrat Finnland bei:
- Weltmeisterschaft 2014
- Weltmeisterschaft 2016
- World Cup of Hockey 2016
- Olympischen Winterspielen 2018

(Legende zur Torhüterstatistik: GP oder Sp = Spiele insgesamt; W oder S = Siege; L oder N = Niederlagen; T oder U oder OT = Unentschieden oder Overtime- bzw. Shootout-Niederlage; Min. = Minuten; SOG oder SaT = Schüsse aufs Tor; GA oder GT = Gegentore; SO = Shutouts; GAA oder GTS = Gegentorschnitt; Sv% oder SVS% = Fangquote; EN = Empty Net Goal; 1 Play-downs/Relegation; Kursiv: Statistik nicht vollständig)